# Maduravoyal
Maduravoyal (en tamil: மதுரவாயல் ) es una localidad de la India en el distrito de Chennai, estado de Tamil Nadu.

## Geografía
Se encuentra a una altitud de 13 m s. n. m. a 10 km de la capital estatal, Chennai, en la zona horaria UTC +5:30.

## Demografía
Según estimación 2010 contaba con una población de 77 893 habitantes.